# A Virxe do Cristal
La Virgen del Cristal ("A Virxe do Cristal" en lengua gallega) es un poema narrativo de más de mil versos escrito por Manuel Curros Enríquez y publicado en Orense en 1880 como parte de Aires da miña terra. Relata una historia con base popular. Junto a "Unha boda en Einibó" y "O Gaiteiro de Penalta" Ganó en 1877 un certamen. Debe su nombre al Santuario de la  Virxen do Cristal, en Vilanova dos Infantes.

Rapazas de Vilanova, 
Ben vos podedes gabar;
Que non hay Virxe n-o mundo 
Como a Virxe D'o Cristal.
Cantar ã'o povo con el que comienza el poema.

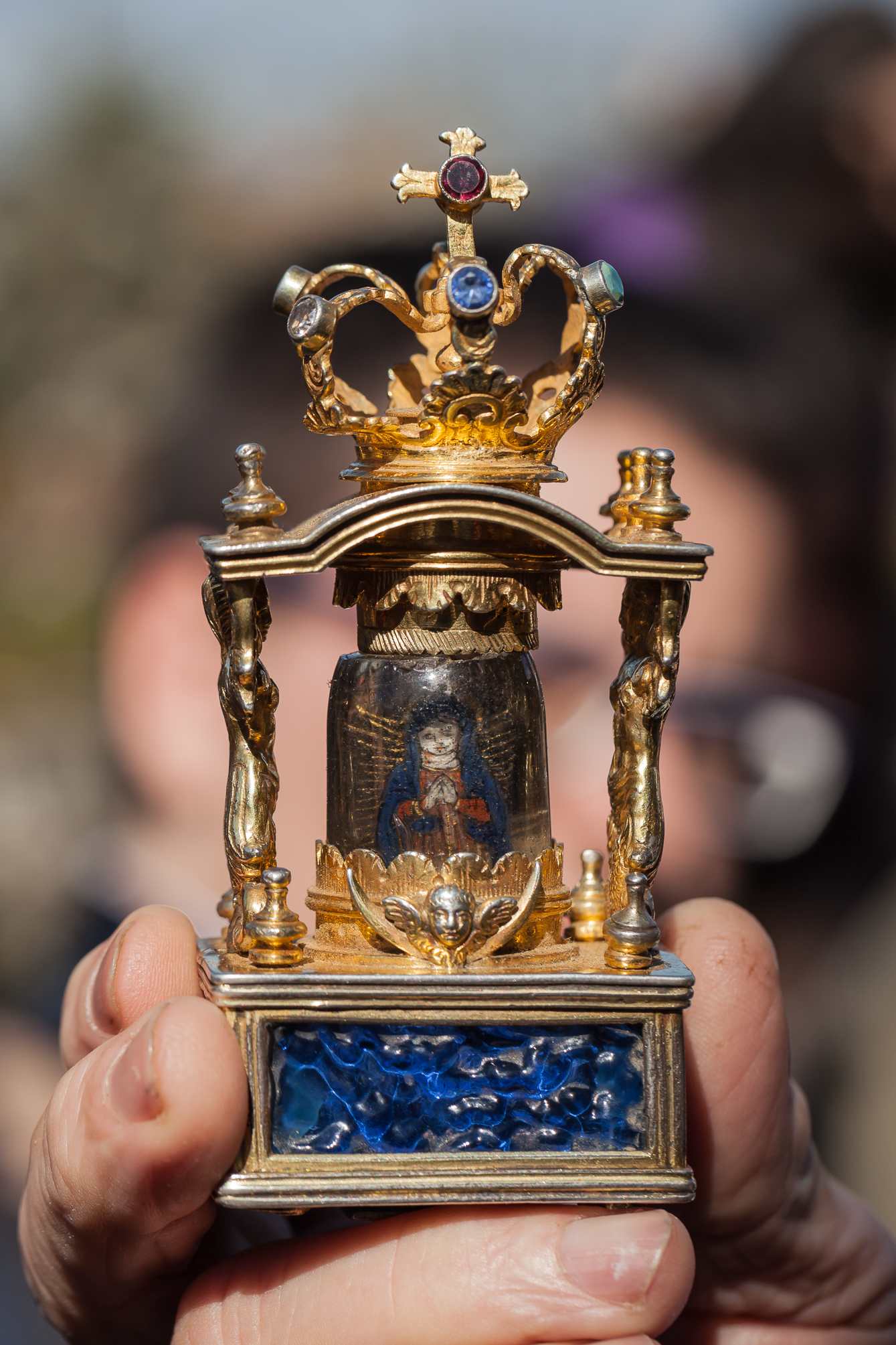
La imagen, "de menos de cuatro centímetros, la segunda más pequeña dedicada a la devoción mariana en el planeta, después de la de Letanías (Viacha, Bolivia), que despojada de sus oropeles y ropajes no alcanza los 20 milímetros."

El argumento recogido del pueblo por Curros cuenta la historia de la Virgen del Cristal, que transcurre en 1630. Los protagonistas son Rosa y Martiño, una pareja de enamorados. Ambos trabajan para el señor del castillo de Vilanova, que vive en la Corte y que no viene más que para cobrar la renta y el fuero. Otro personaje es Xan de Bentrances (rival de Martiño por el amor de Rosa, pero a quien ella rechazó), que le comenta a Martiño calumnias sobre la virtud de su novia. Martiño da crédito a las palabras de Xan y rompe su relación con la chica. 
Entonces la Virgen María se le aparece en sueños a Rosa para reconfortarla y al día siguiente cae del cielo, junto a un rayo, un cristal con la imagen de la Virgen dentro. Martiño encuentra el cristal pero no se cree que sea una prueba que demuestre la pureza de su novia. Al día siguiente, Rosa se encuentra con el cristal y la Virgen le dice a Rosa que la ha enviado Dios para demostrar su pureza, a la vez que manifiesta su deseo de que le levanten una capilla en aquel valle. El pueblo celebra el milagro y Rosa entra en un convento. Martiño se venga de Xan arrancándole la lengua. La narración acaba con la muerte de Martiño en Allariz, congelado en una noche nevada, al pie del convento de Rosa.